# 1532
| [ Edytuj tabelę ]              | |
| Król Polski                    | - 1507 Zygmunt I Stary 1548 - 1530 Zygmunt II August 1572 |
| Współksiążęta Andory           | - 1532 Pedro Jordán de Urries 1533 - 1517 Henryk II 1555 |
| Król Anglii                    | - 1509 Henryk VIII 1547 |
| Władca Azteków                 | - 1530 Pablo Xochiquentzin 1536 |
| Elektor Brandenburgii          | - 1499 Joachim I Nestor 1535 |
| Książę Bawarii                 | - 1508 Wilhelm IV 1550 - 1516 Ludwik X 1545 |
| Sułtan Brunei                  | - 1521 Abdul Kahar 1575 |
| Cesarz Chin                    | - 1521 Jiajing 1566 |
| Król Czech                     | - 1526 Ferdynand I Habsburg 1564 |
| Król Danii                     | - 1523 Fryderyk I 1533 |
| Dalajlama                      | - 1475 Gendun Gjaco 1541 |
| Cesarz Etiopii                 | - 1508 Lybne Dyngyl 1540 |
| Król Francji                   | - 1515 Franciszek I 1547 |
| Król Hiszpanii                 | - 1516 Karol I 1556 |
| Hrabia Holandii                | - 1515 Karol I Habsburg 1555 |
| Szach Iranu                    | - 1524 Tahmasp I 1576 |
| Państwo Wielkich Mogołów       | - 1530 Humajun 1540 |
| Władca Inków                   | - 1527 Huascar 1532 - 1532 Atahualpa 1533 |
| Lord Irlandii                  | - 1509 Henryk VIII Tudor 1542 |
| Cesarz Japonii                 | - 1526 Go-Nara 1557 |
| Kalif                          | - 1520 Sulejman I 1566 |
| Patriarcha Konstantynopola     | - 1522 Jeremiasz I 1545 |
| Władca Korei                   | - 1506 Chungjong 1544 |
| Wielki książę litewski         | - 1506 Zygmunt I Stary 1548 - 1530 Zygmunt August 1569 |
| Sułtan Maroka                  | - 1524 Abu al-Abbas Ahmad 1545 |
| Książę Mediolanu               | - 1521 Franciszek II 1535 |
| Senior Monako                  | - 1532 Honoriusz I 1581 |
| Wielki książę moskiewski       | - 1505 Wasyl III 1533 |
| Król Nawarry                   | - 1516 Henryk II 1555 |
| Król Norwegii                  | - 1523 Fryderyk I 1533 |
| Sułtan Omanu                   | - 1529 Bakarat ibn Muhammad 1560 |
| Elektor Palatynatu             | - 1508 Ludwik V 1544 |
| Papież                         | - 1523 Klemens VII 1534 |
| Król Portugalii                | - 1521 Jan III 1557 |
| Książę w Prusach               | - 1525 Albrecht 1568 |
| Cesarz Rzymski (niemiecki)     | - 1519 Karol V Habsburg 1558 |
| Kapitanowie Regenci San Marino | - 1531 Polinoro di Antonio Lunardini Girolamo di Giuliano Gozi 1532 - 1532 Carlo di Cristofaro Innocenzo di Menetto Bonelli 1532 - 1532 Bartolo di Simone Belluzzi Sammaritano di Andrea Tini 1533 |
| Elektor Saksonii               | - 1525 Jan Stały 1532 - 1532 Jan Fryderyk I 1547 |
| Król Szkocji                   | - 1513 Jakub V 1542 |
| Król Szwecji                   | - 1521 Gustaw I Waza 1560 |
| Król Tajlandii                 | - 1529 Borommaracha Thirat IV 1533 |
| Sułtan Turków                  | - 1520 Sulejman Wspaniały 1566 |
| Doża Wenecji                   | - 1523 Andrea Gritti 1538 |
| Król Węgier                    | - 1526 Ferdynand I 1564 - 1526 Jan Zápolya 1540 |

Rok 1532 / MDXXXII
stulecia: XV wiek ~
XVI wiek ~
XVII wiek

lata: 1522 «
1527 «
1528 «
1529 «
1530 «
1531 «
1532
» 1533
» 1534
» 1535
» 1536
» 1537
» 1542

## Wydarzenia w Polsce
- 20 stycznia – w Krakowie zakończył obrady sejm[1].
- 20 lutego – podpisano rozejm polsko-mołdawski kończący wojnę o Pokucie.
- Została uchwalona konstytucja sejmowa zabraniająca chłopom opuszczania wsi bez zgody pana.

## Wydarzenia na świecie
- 26 kwietnia – założono miasto Oaxaca w Meksyku.
- 16 maja – Thomas More zrzekł się funkcji kanclerza Anglii.
- 27 lipca – w Starej Rzeszy wprowadzono kodeks karny, od imienia cesarza Karola V zwany Constitutio Criminalis Carolina.
- 4 sierpnia – król Franciszek I Walezjusz przyłączył lenno Bretanii do Francji.
- 16 listopada – hiszpański podbój Peru: w bitwie pod Cajamarca Hiszpanie pod wodzą Francisco Pizarro dokonali rzezi 4 tys. nieuzbrojonych Inków i wzięli do niewoli ich wodza Atahualpę.
- Turcy najechali na Węgry.

## Urodzili się
- 7 czerwca - Amy Robsart, angielska arystokratka (zm. 1560)
- 22 listopada - Anna Oldenburg, księżniczka duńska i norweska, księżna-elektorowa Saksonii (zm. 1585)

### Dokładna data nieznana
- Sofonisba Anguissola, włoska malarka-portrecistka epoki renesansu (zm. 1625)
- Martin de Vos, flamandzki malarz rysownik i rytownik okresu manieryzmu (zm. 1603)
- Giacomo della Porta, włoski architekt i rzeźbiarz (zm. 1602)
- Andrzej Potocki, szlachcic, chorąży kamieniecki, rotmistrz (zm. 1575)
- Mikołaj Janssen, holenderski duchowny katolicki, męczennik, święty (zm. 1572)
- Jan Paine, angielski duchowny katolicki, męczennik, święty katolicki (zm. 1582)
- Francis Walsingham – polityk angielski (zm. 1590)

## Zmarli
- Krzysztof Szydłowiecki, kanclerz wielki koronny, wojewoda krakowski (ur. 1467)